# Вердыэрк
Вердыэрк — река в России, протекает по территории Итум-Калинского и Шатойского районов Чеченской Республики. Длина реки составляет 15 км. Площадь водосборного бассейна — 87,2 км².
Начинается к северо-востоку от горы Кушты. Течёт сначала на север по буково-грабовому лесу. У села Асланбек-Шерипово поворачивает на северо-запад, течёт через сёла Дехесты, Урдюхой, и Памятой. Устье реки находится в 64 км по правому берегу реки Аргун на территории районного центра Шатой.

## Данные водного реестра
По данным государственного водного реестра России относится к Западно-Каспийскому бассейновому округу, водохозяйственный участок реки — Сунжа от города Грозный до впадения реки Аргун. Речной бассейн реки — реки бассейна Каспийского моря междуречья Терека и Волги.
Код объекта в государственном водном реестре — 07020001212108200005962.